# Macrostylus
Macrostylus är ett släkte av skalbaggar. Macrostylus ingår i familjen vivlar.

## Dottertaxa tillMacrostylus, i alfabetisk ordning[1]
- Macrostylus aequatorialis
- Macrostylus amandus
- Macrostylus ardosiacus
- Macrostylus argutulus
- Macrostylus bicinctus
- Macrostylus brevis
- Macrostylus brevisetosus
- Macrostylus cinctipennis
- Macrostylus cinereoguttatus
- Macrostylus conicollis
- Macrostylus crinitus
- Macrostylus cupreotinctus
- Macrostylus griseus
- Macrostylus guatemaltecus
- Macrostylus infucatus
- Macrostylus ingenuus
- Macrostylus jekeli
- Macrostylus laesicollis
- Macrostylus levidensis
- Macrostylus lineatocollis
- Macrostylus lugens
- Macrostylus mexicanus
- Macrostylus micans
- Macrostylus moestus
- Macrostylus nebulosus
- Macrostylus peruvianus
- Macrostylus pustulatus
- Macrostylus pygmaeus
- Macrostylus rotundicollis
- Macrostylus rufipes
- Macrostylus rugicollis
- Macrostylus ruizi
- Macrostylus serripes
- Macrostylus setosus
- Macrostylus squamosus
- Macrostylus suturalis
- Macrostylus tenuicornis
- Macrostylus versicolor
- Macrostylus vilis
- Macrostylus viridanus
- Macrostylus viridicans
- Macrostylus vittatus